# Musée Bata de la chaussure
Pour les articles homonymes, voir Bata.
 (août 2023).
Si vous disposez d'ouvrages ou d'articles de référence ou si vous connaissez des sites web de qualité traitant du thème abordé ici, merci de compléter l'article en donnant les références utiles à sa vérifiabilité et en les liant à la section « Notes et références ».
Le musée Bata de la chaussure (anglais: Bata Shoe Museum) est un musée consacré à l'histoire de la chaussure, se trouvant à Toronto au Canada, à l'angle des rues Bloor et St. George. Il a été créé en 1995 par la famille Bata via la Bata Shoe Museum Foundation. La plupart de la collection est issue d'une donation de la collection privée de Sonja Bata (en), présidente de la fondation et femme de Thomas J. Bata (en), président des chaussures Bata et fils de son fondateur Tomáš Baťa.

## Bâtiment
Dessiné par l'architecte Raymond Moriyama et achevé en 1991, sa forme s'inspire de l'idée d'un musée conteneur. Reprenant ce concept et l'associant plus avec le monde de la chaussure, Moriyama déclare avoir voulu évoquer une boite de chaussure ouverte, réalisée dans une sorte de forme déconstructiviste avec ses murs obliques et son toit plaqué de cuivre.

## Galerie de photos

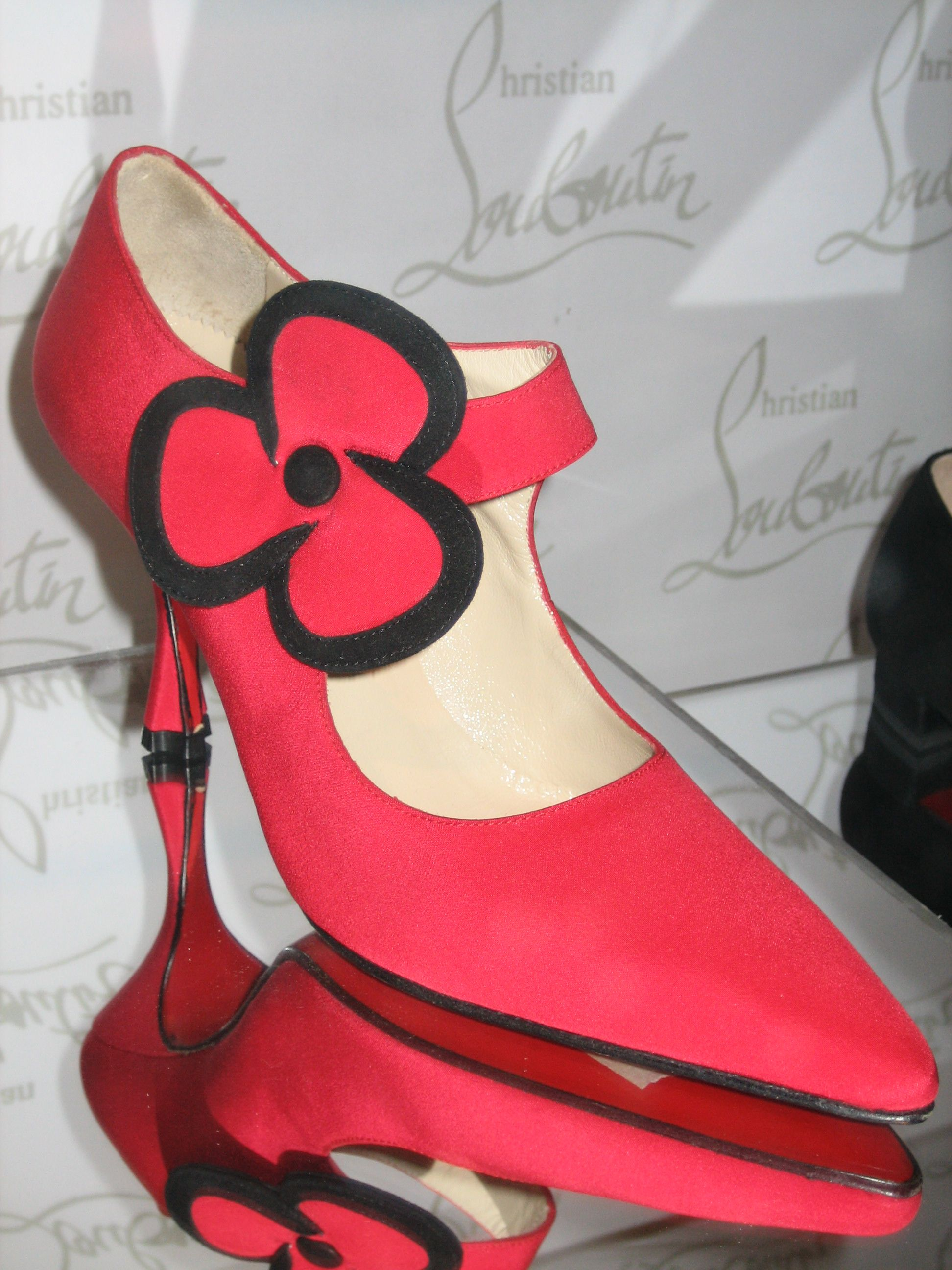
Chaussure de Christian Louboutin
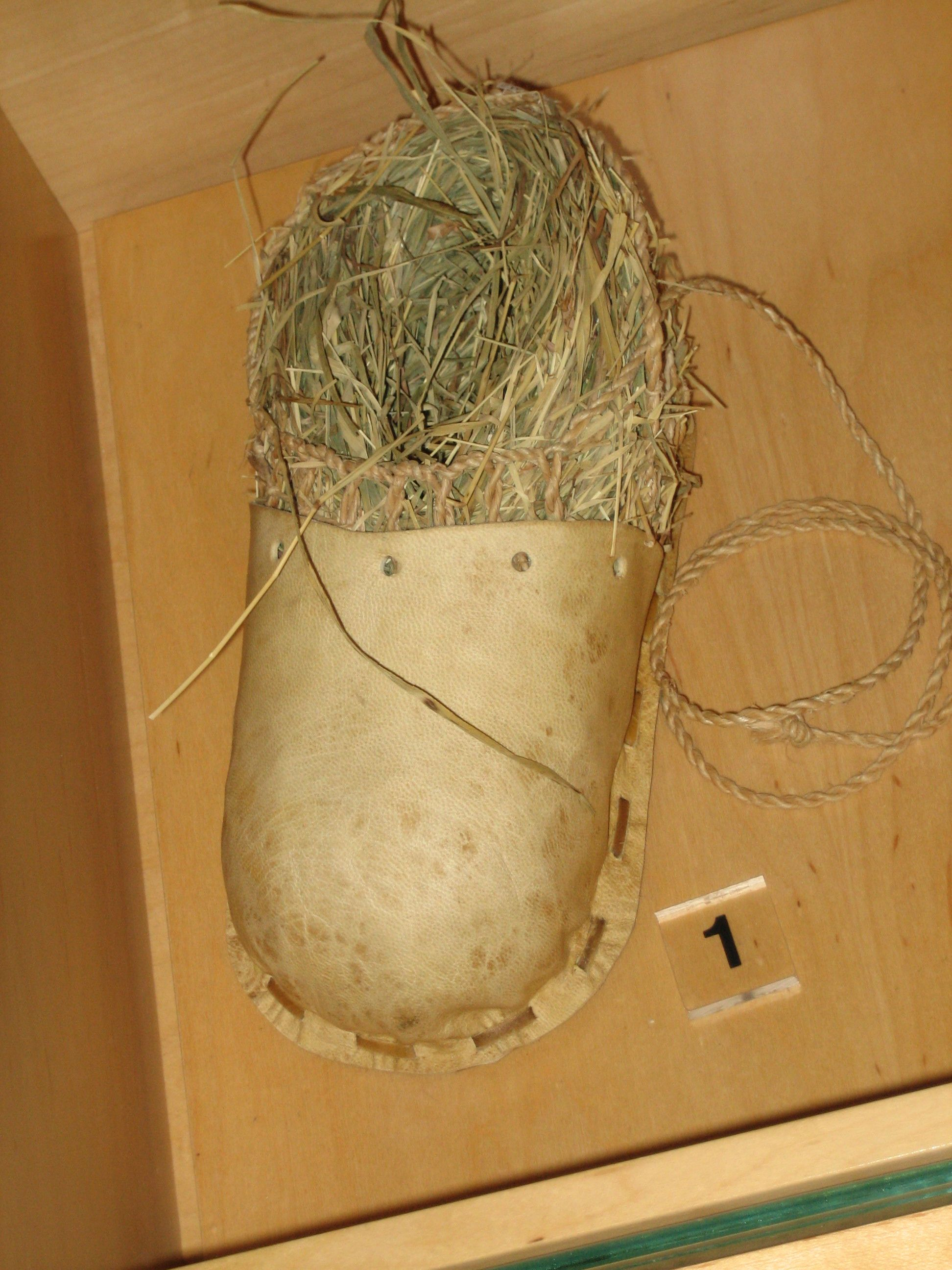
Reproduction d'une chaussure préhistorique
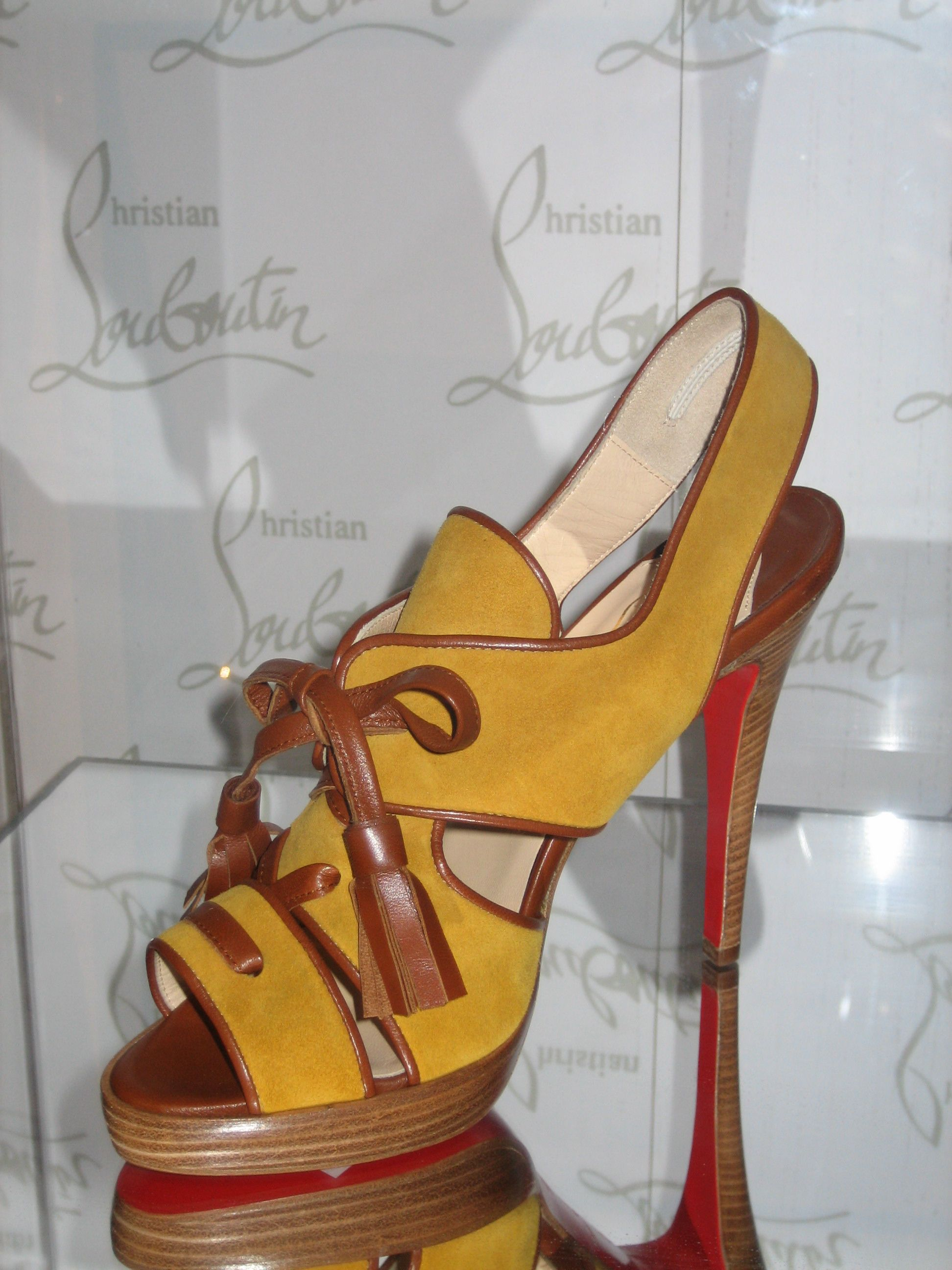
Chaussure de Christian Louboutin